# Кирсанов, Николай Михайлович
Никола́й Миха́йлович Кирса́нов (15 июля 1920, Москва — 11 апреля 1999, Воронеж) — советский и российский учёный-механик, автор работ в области висячих конструкций. Доктор технических наук (1976), профессор (1978).

## Биография
Н. М. Кирсанов родился 15 июля 1920 года в Москве. Отец — Кирсанов Михаил Михайлович, мать — Кирсанова Пелагея Ивановна. Жил на 1-й Мещанской улице, д. 3.
После окончания средней школы в 1938 году поступил в Московский инженерно-строительный институт (МИСИ). В самом начале войны ушёл добровольцем на фронт. С июля 1941 года Н. М. Кирсанов — боец сапёрной роты народного ополчения г. Москвы. Из ополчения Н. М. Кирсанов, как студент строительного института, был направлен на учебу в г. Фрунзе — в Военно-инженерную академию имени В. В. Куйбышева. После краткосрочного обучения отправлен на фронт в звании лейтенанта. С августа 1943 года — командир сапёрного взвода З6-й отдельной стрелковой бригады. В сентябре 1943 года в наступательном бою под г. Рославлем Смоленской области Н. М. Кирсанов получил тяжёлое ранение, которое не позволило ему вернуться в строй
.
С мая 1944 года по октябрь 1946 года он — вновь студент строительного факультета МИСИ по специальности «Металлические конструкции». В 1947—1950 гг. учился в аспирантуре МИСИ под руководством члена-корреспондента АН СССР Н. С. Стрелецкого, по окончании которой был направлен на работу в Воронежский инженерно-строительный институт (ВИСИ).
В ВИСИ работал доцентом на кафедре металлических и деревянных конструкций, а в 1954—1960 годах был её заведующим. С 1960 по 1992 годы — заведующий кафедрой металлических конструкций (с 1978 года — профессор). Многие годы работал председателем секции Координационного совета по пространственным конструкциям при Госстрое РСФСР.
В 1950 году женился. Жена — Нора Николаевна Андреевская (1924—1987), дочь преподавателя МИИГАиКа математика Н. В. Андреевского. Трое детей: Надежда, Михаил, Нина.
В 1992 году Н. М. Кирсанов в результате неудачной операции полностью ослеп, был вынужден оставить работу и ушёл на пенсию. Умер на Пасху, 11 апреля 1999 года, похоронен в Воронеже.

## Научная работа
В 1951 г. Н. М. Кирсанов защитил кандидатскую диссертацию «Анализ работы висячих мостов малых и средних пролётов». Проблеме повышения жёсткости строительных конструкций, в которых используются висячие несущие элементы, была посвящена докторская диссертация Н. М. Кирсанова «Исследования способов увеличения жёсткости висячих комбинированных систем» (1974). Научные результаты Н. М. Кирсанова вошли в учебники по строительной механике.
При участии Н. М. Кирсанова и с использованием его трудов в стране спроектирован и построен целый ряд сооружений с висячими конструкциями, в том числе висячие мосты вблизи Кривого Рога пролётом 130 м и через р. Печору пролётом 80 м, газопроводный переход 200 м и др. Принимал участие в разработке «Руководства по проектированию висячих конструкций» по заданию Госстроя СССР и являлся руководителем темы по исследованию тросовых конструкций, которую в институте разрабатывала группа сотрудников и аспирантов. Под редакцией Н. М. Кирсанова издавался межвузовский сборник «Вопросы проектирования висячих и вантовых конструкций».
Н. М. Кирсанов — автор ряда методических и учебных пособий, имел многочисленные авторские свидетельства на изобретения.

## Награды и премии
Кирсанов Н. М. награждён медалями Медаль «За отвагу», Медаль «За оборону Москвы», «За Победу над Германией», орденом Отечественной войны I-й степени и рядом правительственных наград.

## Увлечения
Кирсанов Н. М. увлекался рисованием пером, маслом, карандашом, пастелью. После школы мечтал поступить в Московский архитектурный институт, ходил в кружок рисования при ГМИИ. Позже стал собирать коллекцию почтовых открыток с картинами русских художников.

## Публикации
- Кирсанов Н. М. . Поправочные коэффициенты и формулы для расчёта висячих мостов с учётом прогибов. — М.: Автотрансиздат, 1956. — 33 с.
- Кирсанов Н. М. . Применение алюминиевых сплавов в строительстве. — Воронеж: ВГУ, 1960. — 56 с.
- Кирсанов Н. М. . Альбом конструкций висячих покрытий. — М.: Стройиздат, 1965. — 80 с.[11]
- Кирсанов Н. М. . Висячие конструкции. — М.: Стройиздат, 1968.
- Кирсанов Н. М. . Висячие системы повышенной жёсткости. — М.: Стройиздат, 1973. — 116 с.
- Кирсанов Н. М. . Расчёт висячих комбинированных систем по линиям влияния с учётом прогибов. — Воронеж: ВГУ, 1976. — 104 с.
- Кирсанов Н. М. . Висячие покрытия производственных зданий. — М.: Стройиздат, 1990. — 128 с. — ISBN 5-274-01020-2.
- Кирсанов Н. М. . Висячие и вантовые конструкции. — М.: Стройиздат, 1981. — 158 с.[12]